# Oxyopes positivus
Oxyopes positivus là một loài nhện trong họ Oxyopidae.
Loài này thuộc chi Oxyopes. Oxyopes positivus được Carl Friedrich Roewer miêu tả năm 1961.